# Omeopatia
L'omeopatia (dal greco ὅμοιος, òmoios, «simile» e πάθος, pàthos, «sofferenza») è una pratica pseudoscientifica di medicina alternativa basata sul "principio di similitudine del farmaco" (similia similibus curantur, letteralmente: "i simili si curano coi simili") formulato dal medico tedesco Samuel Hahnemann nella prima metà del XIX secolo.
Si tratta di un concetto privo di fondamento scientifico, secondo il quale il rimedio appropriato per una determinata malattia sarebbe dato da quella sostanza che, in una persona sana, induce sintomi simili a quelli osservati nella persona malata. Tale sostanza, detta anche "principio omeopatico", una volta individuata viene somministrata al malato in una quantità fortemente diluita e "dinamizzata"; la misura della diluizione è definita dagli omeopati "potenza".
Nonostante molteplici studi, non esistono prove oggettivamente valide sull'efficacia dell'omeopatia nel trattare patologie di qualsivoglia tipo. Secondo l'Organizzazione mondiale della sanità l'omeopatia non è una cura e non apporta alcun beneficio. Nonostante questo, in Italia l'acquisto di preparati e prestazioni omeopatici rientrano tra le spese sanitarie detraibili in sede di dichiarazione dei redditi.

## Storia dell'omeopatia

### Le teorie di Hahnemann

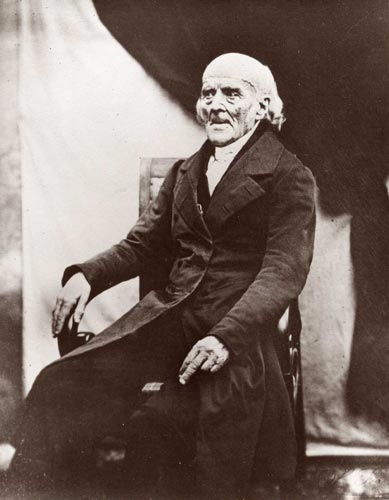
Samuel Hahnemann, fondatore dell'omeopatia

I principi dell'omeopatia sono contenuti nelle opere di Samuel Hahnemann (1755-1843) e in particolare nell'Organon der Heilkunst, il suo testo teorico principale, edito nel 1810.
Laureatosi in medicina nel 1779, Hahnemann ebbe vita difficile per i seguenti 15 anni, spostandosi di città in città, vivendo ai limiti della povertà e guadagnando soprattutto come traduttore di testi inglesi. Ciononostante fu in grado di compiere vari esperimenti chimici e di pubblicarne i risultati in vari articoli che ebbero una certa diffusione.
Per meglio comprendere la natura della teoria omeopatica, è necessario considerare in quale ambito storico essa si formò. Nel diciottesimo secolo coesistevano due grandi linee di pensiero sulla natura della medicina: una che cercava le cause generali delle malattie (problemi di eccitabilità per Brown, pletora gastroenterica per Hoffmann, stasi a livello venoso per Stahl, ecc.); l'altra che voleva abbandonare le speculazioni teoriche deduttive per concentrarsi invece sulle osservazioni e le misurazioni dirette dei fenomeni, tramite esperimenti controllati (collegamento tra lesioni e sintomi, teorizzato da Giovanni Battista Morgagni e Matthew Baillie).
In Germania entrambe le scuole di pensiero erano presenti, anche se l'influenza del romanticismo e della Naturphilosophie favoriva uno stile di pensiero molto speculativo. Dal punto di vista pratico, la medicina del tempo si basava su una Materia Medica mista, tra empirismo e tradizione, ricca di formulazioni polifarmaceutiche e salassi, con fortissimi dubbi sulla natura delle azioni dei rimedi.
È sullo sfondo di questo dibattito che si pone la teorizzazione di Hahnemann, una risposta a quella che egli vedeva come una mancanza di utilità pratica delle speculazioni teoriche di molti suoi colleghi. Egli volle essere un radicale riformatore della medicina.
Nel 1790, traducendo la Materia Medica di William Cullen, notò i risultati dei test con la cinchona (Cinchona succirubra, fonte del chinino), uno dei pochissimi rimedi allora riconosciuti come efficaci su una malattia specifica (le febbri intermittenti e la malaria).
Non contento della spiegazione di Cullen per questa azione specifica, Hahnemann assunse per varie volte la corteccia della pianta per esperimento e notò che i sintomi elicitati erano gli stessi delle febbri intermittenti, e che si susseguivano nello stesso ordine temporale (mani e piedi freddi, stanchezza e sonnolenza, ansia, tremore, prostrazione, mal di testa pulsante, arrossamento delle guance e sete), ma senza il forte innalzamento della temperatura.
L'anno seguente, dopo molto sperimentare, Hahnemann offrì la sua spiegazione: «la cinchona sopraffà e sopprime le febbri intermittenti principalmente eccitando una febbre di breve durata e se somministrata poco prima dei parossismi mitiga la febbre intermittente». In realtà già altri farmaci erano in grado di produrre una febbre artificiale, ma lo scienziato non lo specifica.
A seguito di questa scoperta, Hahnemann dichiarò che solo osservando l'azione dei farmaci sull'organismo era possibile usarli in maniera razionale e che tale metodo fosse l'unico modo di osservare direttamente le azioni specifiche dei rimedi. Egli espresse questo concetto nel suo testo anticipatorio Versuch über ein neues Princip zur Auffindung der Heilkräfte der Arzneisubstanzen, nebst einigen Blicken auf die bisherigen (Saggio su un nuovo principio per scoprire le virtù curative delle sostanze medicinali, e un confronto con i precedenti, 1796), dove si individuano i suoi due primi pilastri teorici, ovvero la legge dei simili (similibus curantur) e quella dell'utilizzo di dosi infinitesimali dei rimedi.
La legge dei simili esprime il concetto che per curare una malattia il medico deve utilizzare una medicina che sia in grado di produrre una malattia artificiale a essa molto simile, che si sostituisce a essa per poi scomparire. Le dosi da utilizzarsi dovevano essere il minimo indispensabile a produrre un'indicazione percettibile dell'azione del rimedio, e nulla più, in modo da minimizzare o annullare gli effetti avversi. Tuttavia è solo qualche anno dopo (1801), nel trattare la scarlattina, che egli iniziò a usare dosi infinitesimali.
Gli anni dell'Ottocento furono i più fortunati per Hahnemann: la sua pratica a Torgau andava bene, e fu lì che pubblicò l'Organon della medicina razionale (1810). Nel 1811 si trasferì a Lipsia, dove insegnò all'università e dove pubblicò la prima edizione della sua Materia Medica, con i risultati dei suoi test. Ma l'Organon non fu solo un testo di medicina, bensì una radicale condanna dei sistemi medici contemporanei, un attacco che egli stesso dichiara essere dello stesso tenore di quello di Martin Lutero alla Chiesa cattolica.
L'attacco è portato a entrambi i filoni della teoria medica: secondo Hahnemann i teorici producono solo sofismi innaturali, pure speculazioni con grande mostra di erudizione ma nessun miglioramento nel paziente; ma anche gli scienziati si ingannano se pensano di trovare la causa materiale delle malattie, perché confondono effetti e cambiamenti patologici con cause della malattia. I medici del tempo definiscono la malattia come "materia morbosa" da eliminare dal sangue e dal corpo tramite flebotomia e purghe, rimedi cioè depletivi, secondo la teoria del contraria contrariis curantur. Per Hahnemann la causa delle malattie, quando non riconducibile a fattori anatomici o chirurgici né a carenze nutrizionali, sarebbe immateriale, o spirituale e dinamica, e risiederebbe non in cause fisiche esterne al corpo, ma in una perturbazione della "forza vitale" (Lebenskraft). Credere nelle cause materiali delle malattie, secondo Hahnemann, porta a errori o a inefficacia terapeutica.
Nell'opera di Hahnemann il concetto di Lebenskraft (già espresso in termini di Entelechia e Dynamis nella filosofia aristotelica) è fondamentale. La forza vitale anima tutti gli esseri viventi e li rende capaci di sentire, di svolgere una funzione, un'attività e di sostenersi.
Il concetto di Lebenskraft era tutt'altro che poco diffuso nella pratica medica dell'Europa del XIX secolo. Erano diversi e illustri i medici che a esso si riferivano per le loro pratiche farmacologiche e molti condividevano con Hahnemann la convinzione che la materia morbosa non fosse altro che una conseguenza di cause prime, ma giustificavano l'utilizzo di rimedi depletivi ed evacuativi perché essi avrebbero imitato e aiutato il normale agire della forza vitale, della vis medicatrix naturae.
Hahnemann replicò che in questo modo non si fa che appoggiare una forza vitale in disequilibrio, peggiorando solo la situazione con rimedi inefficaci, debilitanti e dannosi. La causa ultima del disequilibrio spirituale o dinamico della forza vitale, secondo Hahnemann, non è conoscibile. La malattia si manifesta in una totalità di sintomi e segni mentali e corporei, avvertiti dal paziente, da chi lo circonda e dal suo medico, che sono specifici per ogni individuo; tutto il resto non conta, dato che non è conoscibile. Compito dell'omeopata era di riattivare e riordinare la forza vitale individuale, e questa riattivazione è ottenuta attraverso la somministrazione del rimedio che è stato scelto, attraverso un processo scientifico e sistematico, perché coincide, nella sua azione, con il maggior numero possibile di sintomi e segni (legge dei simili). Questo rimedio viene somministrato in dosi infinitesimali e opportunamente dinamizzate tramite un procedimento detto "succussione".
Le critiche che furono mosse dai suoi contemporanei alla teoria omeopatica non si concentrarono molto sulla legge dei simili. Molti medici credevano che essa fosse applicabile, solo non credevano fosse l'unico criterio terapeutico applicabile.
Altri punti della teoria furono più aspramente dibattuti: il vitalismo spinto di Hahnemann, secondo i suoi detrattori, spiegava tutto e niente; il riconoscere come rilevanti solo i sintomi esperiti dal paziente riduceva la malattia a uno stato puramente soggettivo; la negazione delle cause materiali della malattia andava contro a convinzioni forti sulla natura della malattia; il metodo del proving veniva considerato soggettivo e troppo dipendente dalla dirittura morale delle persone testate; inoltre non teneva abbastanza conto del fatto che persone diverse possono avere reazioni individuali diverse allo stesso rimedio (Hahnemann, in realtà, riconobbe il problema, ma dichiarò che si potevano sempre riconoscere dei sintomi universalizzabili); secondo il metodo del proving tutti i sintomi che appaiono dopo l'ingestione del rimedio sono dovuti al rimedio e questo porta a un proliferare dei sintomi.
Nel 1828 Hahnemann pubblicò un tomo in più volumi (Le malattie croniche), nel quale enunciava un ulteriore pilastro teorico dell'omeopatia, basato sulla teoria del miasma, che fu presto ridicolizzato dai suoi contemporanei e non ebbe molta fortuna nemmeno tra gli omeopati. Nel testo egli infatti scrive che, eccettuate sifilide e sicosi (un tipo di lesione virale venerea), tutte le malattie croniche sono prodotte dalla psora, miasma fondamentale, e quindi la cura per malattie diverse quali gotta, asma, isteria, paralisi, ecc. era sempre un rimedio anti-psora.
Il concetto di "forza vitale", almeno così come esso è espresso nell'Organon di Hahnemann, entrò gradualmente in crisi con il grande progresso che lo studio delle scienze naturali compì in quegli stessi anni. Con l'avvento del microscopio nacque la biologia cellulare e l'osservazione diretta di alcuni fenomeni fondamentali, che avvengono all'interno degli esseri viventi, facilitò la comprensione di alcune malattie comuni, sebbene fosse ancora lontana la scoperta del batterio, inteso come agente patogeno. Venne compreso il ruolo importante svolto dal sistema circolatorio e l'idea di una forza vitale immateriale, disgiunta dal corpo, perse inevitabilmente e inesorabilmente di importanza.
Il concetto di Lebenskraft però subì un'interessante modifica nel corso del ventesimo secolo, quando, soprattutto per opera di alcuni importanti omeopati tedeschi, esso venne completamente riformulato e trasformato nel "principio vitale" (Lebensprincip).
Il "principio vitale" venne questa volta posto in relazione con la capacità del corpo di controllare e regolare le sue funzioni; l'omeopatia pertanto curava, nella concezione degli omeopati tedeschi, i disturbi del sistema di regolazione, inteso ad esempio come disturbi del sistema immunitario, del sistema di regolazione della temperatura e del sistema nervoso centrale. La sostanza omeopatica sarebbe stata quindi in grado di correggere questi disturbi e la reazione dei vari sistemi, indotta dalla sostanza, avrebbe costituito la vera risposta farmacologica alla patologia. Ne consegue quindi che per l'omeopatia contemporanea, o comunque quella di tradizione tedesca, non tutte le patologie sono risolubili omeopaticamente, bensì solo quelle che derivano dall'alterazione o dal malfunzionamento dei vari sistemi di regolazione e difesa del corpo.
La tradizione omeopatica successiva (ad esempio con lo statunitense James Tyler Kent) ha dato molto risalto alla dimensione psicologica della malattia.
I rimedi sono elencati nella materia medica, che illustra per ogni sostanza i sintomi corrispondenti. Il "repertorio" elenca invece per ogni sintomo le sostanze. Per esempio il repertorio di Kent (1905) comprendeva circa 700 sostanze. Oggi l'omeopatia impiega circa 5 000 rimedi, di cui 150 usati comunemente. I rimedi vengono sperimentati da persone sane, le quali registrano accuratamente i sintomi fisici e psicologici riconducibili alla loro assunzione. I repertori omeopatici registrano successivamente anche i risultati della pratica clinica, dei quali viene spesso messa in dubbio la genuinità.

## Principi alla base dell'omeopatia

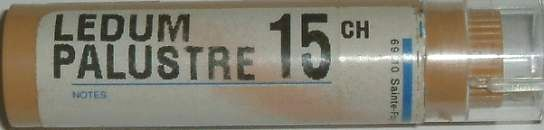
Un prodotto omeopatico preparato a partire dal Rhododendron tomentosum: L'indicazione "15CH" mostra che esso, per via del numero di Avogadro, non contiene alcuna traccia del prodotto originario

La diluizione, concetto fondamentale e sul quale si appuntano le critiche maggiori, viene detta in omeopatia "potenza". Le potenze sono in realtà diluizioni 1 a 100 (potenze centesimali o potenze C) o diluizioni 1 a 10 (potenze decimali o potenze D); spesso tali diluizioni vengono indicate rispettivamente con "CH" e "DH", in cui H è l'iniziale del cognome di Hahnemann. In una diluizione C una parte di sostanza viene diluita in 99 parti di diluente e successivamente "dinamizzata", ovvero agitata con forza secondo un procedimento chiamato dagli omeopati "succussione"; in una diluizione D, invece, una parte di sostanza viene diluita in 9 parti di diluente e sottoposta poi alla stessa dinamizzazione.
I solidi insolubili vengono sminuzzati e diluiti un certo numero di volte con zuccheri (ad esempio lattosio) e successivamente diluiti in acqua.
Ogni sostanza omeopatica pronta per l'impiego riporta il tipo di diluizione e la potenza. Per esempio, in un rimedio con potenza 12C la sostanza originaria è stata diluita per dodici volte, ogni volta 1 a 100, per un totale di una parte su 10012 (=1024).
Una potenza 12D, utilizzata abbastanza comunemente in omeopatia, equivale invece a una soluzione nella quale la concentrazione è una parte su un milione di milioni (1012), che equivale per esempio a un millimetro cubo su mille metri cubi.
Numerosi preparati omeopatici sono diluiti a potenze ancora maggiori, in qualche caso sino a 30C e oltre.
Nella pratica omeopatica le potenze C e D non sono considerate equivalenti, ovvero 1C non è ritenuto equivalente a 2D dal punto di vista terapeutico, sebbene lo sia dal punto di vista della chimica delle soluzioni.
Le critiche maggiori all'omeopatia vertono sul fatto che a potenze elevate, e in particolare a partire proprio da 12C o da 24D, le leggi della chimica provano che il prodotto finale è così diluito da non contenere più neppure una molecola della sostanza di partenza. Infatti il numero di molecole contenuto in una mole di sostanza è fissato dal numero di Avogadro, che è uguale a circa 1024 molecole/mole (6,02214179(30) 1023 mol −1): quindi, mediante una diluizione 12C o una 24D della stessa mole di sostanza, si raggiunge un livello di concentrazione pari a 0,6022 molecole, il che comporta, stante il fatto che ogni molecola è di per sé indivisa, che l'ultimo quantitativo di soluzione contenga al più una sola molecola del farmaco, su 6,02214179x1023 molecole di solvente. Diluizioni ulteriori della sostanza, quindi, fanno sì che in ogni flacone prodotto non ci sia neanche una molecola del principio attivo, oppure ce ne siano così poche da non sortire alcun effetto sull'organismo.
Viene inoltre notato che i solidi metallici sminuzzati (quali molti prodotti omeopatici) non diventano solubili e che quindi, al momento di essere messi in acqua per le successive diluizioni, il principio attivo precipita e nelle fasi successive il prodotto è costituito esclusivamente di acqua e zucchero.
Questa esigua e incerta presenza del rimedio omeopatico di partenza, dopo la preparazione per diluizioni successive, rende indistinguibili preparati omeopatici originariamente diversi fra loro e destinati a specifiche terapie. Infatti, se dopo le succussioni, a un certo numero di contenitori di preparazioni diverse fra loro vengono rimosse le etichette identificative e gli stessi disposti in ordine spaziale diverso, non esiste alcun metodo di analisi chimico-fisica che possa distinguerli, consentendo di riposizionare su ciascuno dei medesimi le etichette originali. Il supposto effetto terapeutico del rimedio omeopatico, pertanto, non sarebbe legato alla presenza fisica del farmaco, ma solamente all'"informazione" del principio attivo portata dal prodotto, sebbene non sia chiarito in quale modo questa ipotizzata "informazione" sarebbe memorizzata nella soluzione e in quale modo verrebbe recepita dal corpo.
In un'audizione presso il parlamento britannico Kate Chatfield, rappresentante della British Homeopathic Association, ha ammesso che non esiste alcun modo per distinguere tra di loro due prodotti omeopatici una volta diluiti, a eccezione dell'etichetta della confezione.
Stante l'assenza di molecole del principio attivo nella maggior parte dei medicinali omeopatici o comunque con concentrazioni microscopiche in quelli a potenza relativamente bassa, anche i sostenitori (sia i produttori che i medici omeopati) non obiettano più su questo punto (è impossibile, mediante analisi di laboratorio, poter distinguere un preparato da un altro ad alte diluizioni). Pertanto, si fa leva sulla teoria (risultato della diluizione dinamizzata) della memoria dell'acqua e dei relativi effetti energetici forniti dai campi elettromagnetici. Anche questa teoria, però, non è accompagnata da metodi di proving validati.
L'opinione non dimostrata degli omeopati, contraria all'evidenza scientifica in campo chimico, biologico e farmacologico, è che diluizioni maggiori della stessa sostanza non provocherebbero una riduzione dell'effetto farmacologico, bensì un suo potenziamento. In realtà le diluizioni usate nell'omeopatia sono tanto alte da rendere il prodotto omeopatico semplicemente composto dall'eccipiente usato per la diluizione (acqua o zucchero o amido o altro solvente).

### La "memoria dell'acqua"
Gli omeopati credono nella cosiddetta "memoria dell'acqua". Secondo tale tesi, anche dopo numerose trasformazioni e a grande distanza dal luogo di origine, le molecole conserverebbero per un determinato periodo di tempo una geometria molecolare derivata dagli elementi chimici con cui sono venute a contatto. Secondo i sostenitori di questa teoria, il fenomeno sarebbe dovuto alla coerenza interna dei campi elettromagnetici, prevista dalla QED, avanzata alla fine degli anni Ottanta dai fisici italiani Emilio Del Giudice e Giuliano Preparata. In base a tale credenza, la soluzione diluita conserverebbe l'informazione del principio attivo e migliori effetti terapeutici di una dose maggiore. Senza l'effetto memoria dell'acqua, le concentrazioni di principio attivo in queste soluzioni acquose sono così basse da apparire prive di effetti terapeutici. Non è chiaro tuttavia perché l'acqua conserverebbe soltanto le proprietà terapeutiche e non quelle tossiche delle sostanze con cui è stata a contatto. Inoltre ogni molecola d'acqua della terra nella sua storia è entrata in contatto con molteplici sostanze, quali ad esempio urina, sali e altre sostanze chimiche, ma conserverebbe "memoria" solo delle sostanze desiderate "ignorando" quelle indesiderate.

## Efficacia terapeutica
Nessuno studio scientifico pubblicato su riviste mediche di valore riconosciuto ha mai dimostrato che l'omeopatia presenti, per una qualsiasi malattia, un'efficacia clinico-terapeutica che sia superiore all'effetto placebo. Gli studi condotti in base ai principi della scienza medica ne hanno viceversa dimostrato l'inefficacia, risultando inoltre debole dal punto di vista teorico in quanto incompatibile con le odierne conoscenze chimiche.
Nel 2009 un gruppo di medici inglesi e africani ha scritto una lettera all'Organizzazione mondiale della sanità chiedendo che si pronunciasse in merito alla promozione, fatta dalla Society of Homeopaths, dell'omeopatia come terapia per una serie di malattie potenzialmente mortali, fra cui HIV, tubercolosi, diarrea infantile, malaria e influenza. L'Organizzazione ha risposto dichiarando che non vi è alcuna evidenza che l'omeopatia possa curare o prevenire queste malattie e che il suo utilizzo al posto delle terapie convenzionali basate su evidenze scientifiche può far perdere delle vite.
Per l'insieme di queste ragioni l'omeopatia è considerata una pseudoscienza dalla comunità scientifica internazionale.

### Studi sull'efficacia dell'omeopatia
Il primo articolo di taglio scientifico sui meccanismi di funzionamento dell'omeopatia è stato quello pubblicato nel 1988 sulla prestigiosa rivista Nature, a firma del medico e immunologo francese Jacques Benveniste. Nell'unico caso della prestigiosa rivista, l'articolo, che riguardava la memoria dell'acqua, fu accettato senza revisioni, ma con riserva da parte dell'editore. Gli autori dello studio (a eccezione di due che si dissociarono dalle conclusioni) affermavano che una soluzione di antisiero diluita 1:10 per 120 volte fosse in grado di provocare la degranulazione dei granulociti basofili, e fosse quindi dotata di attività biologica. In seguito alla pubblicazione la rivista inviò alcuni ricercatori nel laboratorio di Benveniste, chiedendogli di replicare l'esperimento. I ricercatori di Nature dimostrarono così che lo studio era in realtà una truffa e si scoprì inoltre che la ricerca di Benveniste era finanziata da una nota industria produttrice di rimedi omeopatici. Studi successivi dimostrarono ulteriormente che la soluzione ultradiluita non aveva affatto le proprietà biologiche vantate; persino il Premio Nobel per la fisica (1992) Georges Charpak, coinvolto nella diatriba dallo stesso Benveniste, eseguì test in merito presso i suoi laboratori, arrivando alla conclusione che i controlli effettuati «... sono stati uno scacco costante. Non è stato visto alcun effetto».
In una review pubblicata nel 2006 sull'European Journal of Cancer sono stati trovati sei trial clinici di qualità sufficiente per essere inclusi nello studio. La review ha mostrato che non esistono prove di efficacia dell'omeopatia nel trattamento del cancro.
Nel febbraio 2010 sono stati pubblicati i risultati di una ricerca sulle prove di efficacia dell'omeopatia, condotta nel 2009 e 2010 dalla commissione Science and Technology della Camera dei Comuni britannica: lo studio conclude che l'omeopatia non ha effetti superiori a quelli di un placebo. La commissione la considera pertanto un "trattamento placebo" (placebo treatment) e dichiara che sarebbe una "cattiva pratica medica" (bad medicine) prescrivere placebo puri.

#### Reviewdella Cochrane Collaboration
La Cochrane Collaboration ha condotto una serie di review sugli studi clinici condotti sull'efficacia dell'omeopatia. Tali review vengono effettuate a partire dal 1998 e aggiornate regolarmente ogni pochi anni. Oltre a evidenziare numerose carenze metodologiche in molti degli studi analizzati, la Cochrane non ha trovato prove di efficacia dell'omeopatia in nessuno degli ambiti presi in esame, fra cui il trattamento dell'influenza, dell'asma cronica, dell'osteoartrite dell'ADHD, della demenza, la riduzione effetti avversi della chemioterapia dei tumori e l'induzione del parto.

#### La meta analisi di Lancet del 2005
Una meta analisi pubblicata nell'agosto del 2005 dalla rinomata rivista medico scientifica The Lancet ha avuto molto risalto sulla stampa, in quanto screditava l'omeopatia come metodo curativo scientifico, sostenendo che l'efficacia fosse spiegabile con l'effetto placebo.
Nel dettaglio, l'articolo del Lancet si struttura in due parti, che portano a conclusioni distinte tra loro.
- Nella prima parte, la meta analisi compara 220 studi clinici (110 omeopatici e 110 presi casualmente tra studi con interventi biomedici), e porta alla conclusione che i due gruppi di studi siano di qualità metodologica paragonabile e che entrambe le classi di trattamento mostrano efficacia superiore al placebo.
- Nella seconda parte i ricercatori hanno ristretto la loro meta analisi a 6 studi omeopatici e 8 studi biomedici, selezionati tra tutti secondo standard di qualità e di numero di partecipanti. Questo filtro, affermano gli autori, è stato compiuto per limitare la presenza di condizionamenti negli studi presi in considerazione. I risultati della seconda parte della meta analisi mostrano che esiste una forte evidenza di efficacia dei metodi "classici", e un'evidenza di efficacia più debole per i farmaci omeopatici. Inoltre, quest'ultima evidenza non raggiunge un valore statistico critico (significatività) necessario per poter dire con sicurezza che il risultato non è dovuto semplicemente a variazioni statistiche.

Gli autori concludono che l'efficacia dei rimedi omeopatici è compatibile con l'ipotesi che derivino dall'effetto placebo.
Il 17 novembre del 2007 The Lancet ha pubblicato un nuovo articolo sull'omeopatia, che riassume i risultati di 5 meta-analisi precedentemente pubblicate. In questo articolo l'autore giunge alla conclusione che gli effetti dell'omeopatia siano paragonabili all'effetto placebo.

#### Studio del NHMRC
Nel 2015 il National Health and Medical Research Council (NHMRC), l'agenzia governativa australiana che si occupa di ricerca medica e sanità pubblica, pubblicò il risultato dell'analisi di 57 revisioni sistematiche che avevano valutato complessivamente 176 studi riguardo l'efficacia dell'omeopatia: di questi, vennero considerati solo quelli controllati e che avevano seguito standard qualitativi internazionalmente riconosciuti. Secondo il NHMRC, nessun farmaco omeopatico tra gli studi analizzati aveva dimostrato in maniera oggettiva effetti migliori rispetto al placebo, o efficacia comparabile ai farmaci impiegati nella cura delle patologie prese in esame.

## Effetti avversi
Una review, pubblicata nel 2012, ha analizzato i case report relativi all'utilizzo dell'omeopatia, rilevando effetti avversi di vario tipo derivanti dal suo utilizzo. I report includevono sia effetti avversi diretti che indiretti. Gli effetti avversi indiretti derivano dall'abbandono delle terapie convenzionali in favore dell'omeopatia, quelli diretti derivano da eccipienti e processi di produzione poco controllati.

## Diffusione dell'omeopatia

### Nel mondo
Il periodo di massima diffusione dell'omeopatia è stato la seconda metà dell'Ottocento: il primo ospedale omeopatico aprì nel 1832 nella città di Sibiu (Romania) e nei decenni successivi scuole mediche omeopatiche si diffusero in tutta Europa e negli Stati Uniti.  Inizialmente l'omeopatia otteneva risultati promettenti rispetto alle pratiche più consolidate, soprattutto perché aveva abbandonato trattamenti nocivi come il salasso, che nella seconda metà del XIX secolo era ancora la terapia più diffusa per tutte le patologie.
Man mano che la medicina scientifica sviluppava un approccio più razionale al trattamento delle malattie, però, l'omeopatia incominciò a perdere terreno. Negli Stati Uniti, per esempio, c'erano 22 scuole omeopatiche nel 1900, ma nel 1923 ne erano rimaste soltanto due. Nel 1950 tutte le scuole omeopatiche degli Stati Uniti erano state chiuse, oppure non insegnavano più l'omeopatia.
L'omeopatia ha conosciuto una parziale ripresa alla fine del Novecento, con il generale aumento d'interesse nei confronti delle medicine alternative. Oggi l'omeopatia, considerata una pratica medica alternativa o complementare alla medicina scientifica (alla quale gli omeopati si riferiscono spesso come "medicina allopatica", sebbene tale espressione non sia scientificamente corretta), è diffusa in molti paesi (Stati Uniti, Gran Bretagna, Francia, Germania, India). In molti di questi paesi, a cominciare dalla Francia, i rimedi omeopatici sono entrati a vario titolo a far parte del prontuario nazionale, finanziati dal sistema sanitario pubblico. Tuttavia il suo insegnamento non è quasi mai entrato negli ordinamenti delle facoltà di medicina.
Il recupero di popolarità dell'omeopatia ha suscitato una nuova ondata di studi clinici e soprattutto di meta-analisi (vedi Ricerca clinica sull'omeopatia), i cui risultati hanno però mostrato che gli effetti terapeutici dei trattamenti omeopatici non si discostano in maniera significativa da quelli ottenuti per effetto placebo.
In seguito a tale mancanza di risultati, all'inizio del XXI secolo sono apparsi i primi segnali di un calo di popolarità dell'omeopatia: per esempio, in Francia nel 2004 il tasso di rimborso previsto per i rimedi omeopatici è sceso dal 65% al 35%. Il 28 giugno 2019 la Haute autorité de santé (HAS), equivalente dell'Istituto Superiore di Sanità italiano, ha comunicato che i rimedi omeopatici non saranno più rimborsati in quanto gli studi effettuati dimostrano una efficacia insufficiente. In diverse regioni della Gran Bretagna nel 2007 il servizio sanitario ha iniziato a cancellare i rimedi omeopatici dal proprio prontuario. In calo anche i ricoveri negli ospedali omeopatici. Sempre nel Regno Unito nel 2011 si è registrato un calo record nelle vendite di prodotti omeopatici mentre uno studio statistico effettuato dalla rivista Homeopathy in Norvegia nel 2012 ha evidenziato un significativo calo delle visite presso gli omeopati.

### In Italia
A Torino operò tra il 1890 e il 1940 un ospedale omeopatico, fondato dall'Istituto omeopatico italiano.
Affermare pubblicamente che l'omeopatia è priva di utilità è, almeno in Italia, lecito (dal punto di vista giuridico). Infatti, il 13 marzo 2003 il Tribunale penale di Catania ha assolto il giornalista Piero Angela dall'accusa di diffamazione per avere sostenuto in una puntata della trasmissione Superquark, andata in onda nel 2001, che «l'omeopatia non è una cosa seria. Il rischio di curarsi con tale medicina non convenzionale è molto grande per i pazienti che hanno malattie gravi e soprattutto progressive». Particolare enfasi destò il volume Acqua fresca?, stante l'alto e riconosciuto profilo del suo autore, Silvio Garattini, un ricercatore di fama mondiale, medico e direttore dell'Istituto di ricerche farmacologiche "Mario Negri". Il virologo Roberto Burioni nell'ottobre 2019 ha pubblicato un libro di confutazione dell'omeopatia.
D'altra parte è pur vero che l'omeopatia gode di una certa popolarità e consenso (sebbene le vendite siano in diminuzione e rimangano basse). Negli ultimi decenni sono nate numerose associazioni omeopatiche di medicina, pediatria, veterinaria, farmacologia; i testi divulgativi non si contano; il web e i mass media trattano spesso e distesamente la materia. Questo è anche dovuto al fatto che, come per i farmaci di automedicazione (cioè quelli per cui non è necessaria la ricetta), tutti possono entrare in una farmacia per acquistare un medicinale omeopatico da banco e provare.
La popolarità della medicina omeopatica non deve tuttavia mettere in subordine le criticità denunciate (alcuni parlano di "miti").
Anche confondere il principio su cui si basano i vaccini con quelli esoterici dell'omeopatia è tanto diffuso quanto errato e pericoloso. Questa mescolanza è frutto del pensiero magico.
L'immissione in commercio di un prodotto omeopatico è regolata dal Decreto Legislativo n. 185/95 del 17 marzo 1995. All'articolo 3 della legge inoltre si fa divieto di pubblicizzare i prodotti omeopatici.
Riguardo all'uso di terapie alternative l'Istat ha svolto, dal 1991 al 2005, quattro indagini statistiche, su un campione di 30 000 famiglie, evidenziando anche in questo caso un calo di popolarità negli ultimi anni: dal 2000 al 2005 la percentuale di italiani che ne hanno fatto uso risulta diminuita dall'8,2% al 7%. Inoltre, al 2005, il Trentino-Alto Adige, con il 18,3%, si attesta come la regione con la maggior percentuale di persone che abbiano fatto uso di cure omeopatiche. Nel 2013 si è registrato un ulteriore calo, con il 4,1% di utilizzatori, nell'ambito di un generale calo di utilizzo della medicina alternativa (dal 13,7% del 2005 al 8,2% del 2013).
| Anni                                                                                          | 1991 | 1994 | 2000 | 2005 | 2013 |
| --------------------------------------------------------------------------------------------- | ---- | ---- | ---- | ---- | ---- |
| Italiani che ne hanno fatto uso almeno una volta nei 3 anni precedenti le rispettive indagini | 2,5% | 4,7% | 8,2% | 7%   | 4,1% |

### In Francia
La Francia nel 2019 ha deciso di non rimborsare più i prodotti omeopatici e di mettere fine al diritto di utilizzo del titolo di omeopata.

### In India
Omeopatia, allopatia (termine che gli omeopati usano per indicare la farmacologia classica), ayurveda, unani, yoga e siddha sono riconosciuti all'interno del programma di assistenza sanitaria integrativa dei dipendenti e funzionari pubblici indiani, attivo dal 1954.
Al 2018, l'Ayushman Bharat Yojana, chiamato anche Pradhan Mantri Jan Arogya Yojana (PMJAY) o National Health Protection Scheme, aveva erogato prestazioni terapeutiche a più di 100 000 persone,  distribuite nei 26 Stati aderenti. Le card elettroniche emesse erano più di 850 000 ed era programmata l'estensione a una rete di ospedali privati convenzionati e accreditati dal Ministero della Salute, al fine di prevenire frodi e false fatturazioni a danno del servizio sanitario.

### Contrasto all'omeopatia
In Gran Bretagna, nel 2010, per iniziativa della Merseyside Skeptics Society (organizzazione senza scopo di lucro che ha per scopo la promozione dello scetticismo scientifico) è nata una campagna di sensibilizzazione e di pressione nei confronti della Boots, la più nota catena di farmacie del Regno Unito, in seguito alla decisione di quest'ultima di distribuire anche prodotti omeopatici. Il motto della campagna è Homeopathy: There's nothing in it ("Omeopatia: non c'è niente dentro"), come si può leggere sul sito dedicatole, e l'iniziativa ha già prodotto una dimostrazione pubblica, durante la quale centinaia di volontari hanno letteralmente ingurgitato interi flaconi di prodotti omeopatici, senza riscontrare alcun effetto positivo o negativo. Una simile dimostrazione viene effettuata da James Randi durante i suoi spettacoli. Solitamente all'inizio dello show ingoia un'intera confezione da 32 pastiglie di un medicinale e alla fine rivela che si trattava di un sonnifero omeopatico, che evidentemente non ha avuto alcun effetto su di lui, consentendogli di concludere lo spettacolo senza alcun problema.
Nell'agosto del 2011 è stata promossa una class action contro la Boiron (azienda che commercializza prodotti omeopatici) in favore di tutti i residenti in California che nei quattro anni precedenti avevano comprato oscillococcinum. L'accusa era basata sul fatto che il prodotto venduto, per via delle diluizioni omeopatiche, non contiene alcuna traccia molecolare del principio attivo dichiarato e risulta composto soltanto da zucchero, oltre a non avere alcun effetto clinico sull'influenza, per la quale era invece indicato come efficace. La Boiron ha patteggiato un risarcimento di 5 milioni di dollari, da distribuire a chi aveva acquistato i prodotti, e il cambio delle etichette dei medicinali, sulle quali deve comparire un disclaimer che precisa che gli usi indicati per il prodotto non sono approvati dall'FDA, e la chiara indicazione che si tratta di diluizioni omeopatiche.
Nel marzo 2012 in Australia il National Health and Medical Research Council ha prodotto una bozza nella quale ha definito non etico l'uso dell'omeopatia per via della sua inefficacia:
(DRAFT NHMRC Public Statement on Homeopathy)
Lo stesso ente nel 2015, in seguito ad un'analisi di tutta la letteratura scientifica internazionale riguardante l'omeopatia, ha rilasciato una dichiarazione nella quale si afferma che non esiste alcuna evidenza a sostegno dell'affermazione che l'omeopatia sia efficace nel trattamento di qualsiasi problema di salute.

## Aspetti legislativi
Nonostante non sia stata prodotta alcuna prova, accettata dalla comunità scientifica internazionale, che l'omeopatia sia una metodica valida, pur tuttavia la legislazione delle diverse nazioni ne ha inquadrato l'utilizzo. Ad esempio, la direttiva 2001/83/CE dell'Unione europea definisce il medicinale omeopatico "ogni medicinale ottenuto a partire da sostanze denominate materiali di partenza per preparazioni omeopatiche o ceppi omeopatici, secondo un processo di produzione omeopatico descritto dalla farmacopea europea o, in assenza di tale descrizione, dalle farmacopee utilizzate ufficialmente negli Stati membri della Comunità europea; un medicinale omeopatico può contenere più sostanze". Comunque, l'art. 8 della detta direttiva prescrive chiaramente che il foglietto illustrativo o la confezione debba riportare obbligatoriamente la dicitura "senza indicazioni terapeutiche approvate" (ovvero efficacia dimostrata, secondo le procedure dei farmaci convenzionali). L'obiettivo della direttiva è, a ogni modo, unicamente quello di garantire informazione e cautela (l'art. 14 della direttiva 2001/83/CE recita: "grado di diluizione che garantisca l'innocuità del medicinale" cioè sicurezza, cosa diversa dall'efficacia). Tale situazione può generare disorientamento in quanto, da una parte, s'inquadra il preparato come "medicinale", dall'altro si obbliga il produttore a dichiararne la sostanziale inefficacia ai fini terapeutici.
Sempre la legislazione corrente vieta la pubblicità per i medicinali omeopatici e, per ragioni legate alla procedura semplificata di registrazione di questi, anche il foglietto illustrativo (il cosiddetto "bugiardino") è in pratica assente (per il semplice motivo che il produttore non potrebbe riportare alcuna indicazione terapeutica comprovata e dimostrata, che solo la procedura di registrazione completa consente). Ne discende che, a parte l'automedicazione, solo il medico o il farmacista possono, rispettivamente, prescrivere o consigliare un prodotto omeopatico al posto di uno convenzionale. Appare piuttosto evidente, anche in questo caso, una certa contraddizione da parte del legislatore: da una parte lo si definisce "medicinale" e si obbliga a venderlo solo in farmacia, dall'altra si obbliga a trattarlo, dal punto di vista informativo, per quello che sostanzialmente è: nulla.
A fine giugno 2017, in Italia, è scaduto il periodo concesso per presentare all'Aifa (Agenzia Italiana del Farmaco) l'AIC (autorizzazione per l'immissione in commercio) dei medicinali omeopatici. Questo però riguarda unicamente la sicurezza del preparato (innocuità) non la sua validità che rimane indimostrata e per cui rimane obbligatorio dichiararne l'inefficacia terapeutica.

### Prescrizione e vendita
Un'altra contraddizione riguarda il fatto che il medicinale omeopatico, nella stragrande maggioranza dei casi un preparato formato esclusivamente da zucchero o acqua, debba essere solo prescritto da medici (o pediatri o veterinari) oppure suggerito dal farmacista, e comunque venduto esclusivamente in farmacia. Questo però deriva dal semplice fatto che, per legge, il prodotto omeopatico è "medicinale" e pertanto solo i farmacisti possono fornirlo al paziente (o il medico se lo prepara egli stesso). Questa situazione però contribuisce a confondere il cittadino in quanto si potrebbe intendere che i preparati omeopatici abbiano una qualche utilità, quando invece è dimostrato il contrario. Una petizione italiana chiede ai farmacisti di astenersi, pur avendo un minor introito, dal vendere medicinali omeopatici.
In Italia, è stato presentato un disegno di legge per inquadrare, tra le altre cose, il titolo di "omeopata". Infatti, attualmente i corsi di specializzazione eseguiti da medici o farmacisti non sono oggetto di regolamentazione ministeriale ovvero non sono riconosciuti a livello pubblico, così come le numerose associazioni di specializzati in omeopatia. D'altra parte, per legge, solo i medici possono prescrivere cure omeopatiche.
La conseguenza paradossale attuale è che la pratica omeopatica non è un metodo curativo inquadrato dal punto di vista legislativo, mentre l'utilizzo dei medicinali omeopatici lo è.

### Ambiguità teorico-terapeutica
La medicina omeopatica è suddivisa in diverse scuole, ognuna delle quali sostiene una propria visione e metodologia. Per diverse associazioni di medici e farmacisti omeopati l'omeopatia non è alternativa alla medicina convenzionale (detta allopatica): pertanto, prescrivono sia farmaci convenzionali che rimedi omeopatici, sia su loro prescrizione sia su richiesta del paziente. L'idea è che ciascuna singola situazione debba essere curata specificatamente. Questo comportamento però può generare perplessità o, peggio, sensazione di essere sottoposti a "prove". Ciò è ulteriormente vero se si pensa che a livello terapeutico, soprattutto per determinate scuole, si sostiene che non esiste "il rimedio" ma esiste un possibile rimedio a seconda di numerosi fattori della combinazione malattia-paziente.
Un altro punto debole è che quando un rimedio omeopatico non funziona si tende a replicare che i metodi della medicina o farmacologia "ufficiale" non sono quelli adatti a provare l'omeopatia in quanto questa si concentra sulle cause, uniche e specifiche, del singolo paziente. In pratica, rifiutando la logica dei "sintomi standard", si afferma che non serve dimostrazione generica perché ogni combinazione disturbo-paziente-situazione deve essere affrontata ad hoc.
In italia, dal 2002, l'omeopata deve essere necessariamente un medico abilitato all'esercizio della professione. Quest'obbligo deriva dal ruolo che ha l'omeopata: infatti egli compie una visita, fa una diagnosi e fornisce una prescrizione. Queste azioni sono tutti atti medici, ovvero solo un medico iscritto all'albo può eseguirli, anche quando si tratta di medicina non convenzionale. Chi esegue atti medici senza essere un medico iscritto all'albo incorre nel reato di esercizio abusivo della professione medica.

## Rimedi omeopatici
Esempi di preparati omeopatici o sostante utilizzate nell'omeopatia sono:

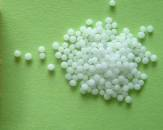
Granuli di Oscillococcinum

- Aconitum napellus
- Aesculus hippocastanum
- Aloe
- Anarcadium orientale
- Antimonio
- Apis mellifera
- Arnica montana
- Arsenicum album
- Aurum Metallicum
- Belladonna
- Calcarea fluorica
- Calendula
- Cantharis
- Carbonato di calcio
- Carbone vegetale
- Crataegus oxyacantha
- Chinchona Officinalis
- Carduus marianus
- Coccolus indicus
- Coffea cruda
- Colocyntis
- Daphne mezereum
- Delphinium staphisagria
- Drosera
- Dicromato di potassio
- Eupatorium
- Fucus vesiculosus
- Fosforo
- Grafite
- Hamamelis virginiana
- Histaminiun
- Hyoscyamus niger
- Hypericum perforatum

- Ipeca
- Kalium bromatum
- Kalium phosphoricum
- Ledum palustre
- Lycopodium clavatum
- Matricaria chamomilla
- Mercurium solubilis
- Millefolium
- Natrium muriaticum
- Nitrato d'argento
- Noce vomica
- Oppio
- Oro
- Oscillococcinum
- Paeonia officinalis
- Papaver somniferum
- Passiflora
- Petroleum
- Psorinum
- Pulsatilla
- Pyrogenium
- Ratania
- Rhus toxicodendron
- Sanguinaria canadensis
- Sepia officinalis
- Silice
- Solfato di sodio
- Tabacum
- Thuja occidentalis
- Valeriana officinalis
- Vipera redi
- Zinco
- Zolfo

## Omeopatia e fitoterapia
È diffusa l'opinione, totalmente errata, che l'omeopatia sia una sorta di fitoterapia o addirittura di erboristeria. La confusione nasce probabilmente da concetti come il cosiddetto "naturale" o perché molti medicinali omeopatici hanno come principio una sostanza di origine vegetale (sebbene altri si basino su sostanze animali o minerali o addirittura batteriche). L'omeopatia non ha nulla a che vedere con l'antichissima pratica del curarsi attraverso il ricorso a essenze vegetali. La fitoterapia utilizza molecole estratte da radici, semi, foglie, ecc. ma a concentrazioni in cui valgono le leggi della chimica, paragonabili a quelle dei farmaci convenzionali, e senza applicare la succussione omeopatica. Ma la differenza sostanziale è sul principio: la fitoterapia usa la sostanza che elimina o riduce la malattia/disturbo, l'omeopatia impiega invece quella che la provoca.